# Izrael Poznańskis mausoleum
Izrael Poznańskis mausoleum (polsk: Mauzoleum Izraela Poznańskiego) ligger på Den nye jødiske kirkegård i Łódź. Det er verdens største jødiske gravmæle.
Det monumentale mausoleum blev bygget i grå granit og marmor i årene 1903-1905 efter tegninger af Adolf Zeligson fra det berlinske firma Cremer & Wolffenstein, som også realiserede bygningen af mausoleet. Det har en cirkulær grundplan med diameter på 9,5 m. Inde i mausoleet står to sarkofager af rød marmor (til Izrael Poznański og hans kone Leonia), lavet af Antoni Urbanowski. 
Mausoleets stenkuppel hviler på filarer og søjler i dorisk orden og er indvendigt dekoreret med en mosaik, som består af to millioner stykker lavet i Antonio Salviattis værksted. Mosaikken forestiller fire palmer og ved hver er et citat på hebraisk, som lovpriser Israels stamme. Kuppelen var desuden udsmykket med bronzeguirlander i art nouveau. I dag er det desværre kun den kæmpemæssige indskrift «Poznański» bevaret lige over indgangen. I 1993 blev der sat et dekorativt gitter ind mellem søjlerne. 
Mausoleet er så stort, at det også kaldes for Poznańskis sidste palæ.